# 截角正一百二十胞体
截角正一百二十胞体是均匀多胞体之一，由截断正一百二十胞体的每一个角来创造。
截角正一百二十胞体有120个截角十二面体和600个正四面体。它有3120个面，2400个三角形和720个十边形。它有4800个面:3600个由三个截角十二面体共享，1200个由两个截角十二面体和一个正四面体共享。每条棱周围有3个截角十二面体和一个正四面体。它的顶点图是一个等边三角形棱锥。

## 投影
| H4   | -            | F4      |
| ---- | ------------ | ------- |
| [30] | [20]         | [12]    |
| H3   | A2 / B3 / D4 | A3 / B2 |
| [10] | [6]          | [4]     |

| 展开图 | 球极平面投影的中间部分 (对着一个截角十二面体胞) | 球极平面投影 |